# Hans Pröll
Hans Pröll (* 11. Januar 1922 in Freihausen; † 15. März 2017 in Parsberg) war ein deutscher Jurist und Landrat (CSU).

## Leben und Wirken
Johann Pröll wuchs in Berching auf, wo seine Eltern ein Kolonialwarengeschäft führten. Er besuchte das Priesterseminar in Eichstätt und legte 1941 am humanistischen Gymnasium das Abitur ab. Im selben Jahr wurde er zum Militärdienst eingezogen und diente in der Luftwaffe. 1945 wurde er in Kriegsgefangenschaft genommen, aus der er flüchten konnte.
1946 nahm er das Jurastudium an der Universität München auf, das er 1952 mit dem zweiten Staatsexamen  abschloss. Anschließend arbeitete er als Rechtsanwalt in Bad Kissingen. 1953 kandidierte er, parteipolitisch noch unabhängig, für das Amt des Landrats des Landkreises Beilngries.  Pröll gewann die Stichwahl gegen den CSU-Kandidaten Franz X. Butterhof und wurde mit 31 Jahren jüngster Landrat in Bayern. 1953 trat er auch der CSU bei. Als Landrat amtierte er bis 1972, als der Kreis im Zuge der Gebietsreform aufgelöst wurde. Schwerpunkte seiner Tätigkeit waren der Straßen- und Schulbau, die Industrieansiedlung und der Erhalt der Kliniken in Berching und Beilngries.
Seit 1974 war Pröll verheiratet, seine Ehefrau Giesela stammt aus Hamburg. Pröll starb im März 2017 und wurde in seinem Heimatort Berching beigesetzt.